# Алкок, Альфред Уильям
Альфред Уильям Алкок (англ. Alfred William Alcock; 1859—1933) — британский врач, натуралист (энтомолог, карцинолог) и систематик. Описал большое количество видов живых существ, работая в разных областях биологии.

## Биография
Родился в Бомбее 23 июня 1859 года семье капитана Джона Алкока. Учился в школе Милл-Хилл, в частной школе Блэкхит и в Вестминстерской школе. В 1876 году отец забрал его в Индию. В 17 лет побывал в малабарских джунглях. В 1885 году получил степень бакалавра в Абердинском университете. В 1888 году назначен на должность хирурга-натуралиста Индийской морской службы. В 1892 году вышел в отставку и назначен заместителем санитарного комиссара по Восточной Бенгалии. С 1893 по 1907 годы был директором Индийского музея и профессором Медицинского колледжа Бенгалии. В 1897 году женился Маргарет Форбс Корнуолл, которая была его сокурсницей по университету.
Так, в герпетологии он описал пять новых видов рептилий, некоторых — в сотрудничестве с орнитологом Фрэнком Финном.
Также он исследовал рыб, кораллы, насекомых (в том числе двукрылых). Внёс вклад в медицинскую энтомологию. В 1901 году избран членом Лондонского королевского общества. В 1905 году опубликовал результаты изучения малярийного комара в Калькутте. Автор учебника Entomology for Medical Officers (Энтомология для медицинских работников). С 1904 года являлся почётным доктором Абердинского университета. Работал над биографией сэра Патрика Мансона.

## Виды, описанные Алкоком

### Двукрылые
- Anopheles refutans Alcock, 1913
- Anopheles wellingtonianus Alcock, 1912

### Рептилии
- Asymblepharus tragbulense (Alcock, 1898)
- Draco norvillii Alcock, 1895
- Eristicophis macmahoni Alcock & Finn, 1897
- Lytorhynchus maynardi Alcock & Finn, 1897
- Phrynocephalus euptilopus Alcock & Finn, 1897

## Виды, названные в его честь
- Acromycter alcocki Gilbert & Cramer, 1897
- Bathynemertes alcocki Laidlaw, 1906
- Sabellaria alcocki Gravier, 1907
- Pourtalesia alcocki Koehler, 1914
- Aristeus alcocki Ramadan, 1938
- Pasiphaea alcocki (Wood-Mason & Alcock, 1891)